# Hortobágyfalva
Hortobágyfalva (románul: Cornățel, németül: Harbachsdorf, szász nyelven Harwesterf) falu Romániában, Erdélyben, Szeben megyében. Közigazgatásilag Veresmart községhez tartozik.

## Nevének eredete
Német és magyar nevét a Hortobágyról kapta. Román neve a 'som' jelentésű corn szóból való. Először 1319-ben Hortobagh, majd 1335-ben Harbasdorff, 1534-ben Horthobaghfalwa alakban szerepelt.

## Fekvése
Nagyszebentől húsz kilométerre keletre, a Hortobágy partján fekszik.

## Népesség

### A népességszám változása
Népessége 1850-től a két világháború közöttig 600 és 750 fő között mozgott, azóta csökken.

### Etnikai és vallási megoszlás
- 1880-ban 611 lakosából 709 volt román és 22 magyar anyanyelvű; 580 ortodox, 14 római katolikus és 11 református vallású.
- 2002-ben 449 lakosából 438 volt román, öt cigány és négy magyar nemzetiségű; 424 ortodox, 12 pünkösdi és hat baptista.

## Története
A falutól északkeletre egy kicsiny földvár maradványai találhatók. Egy elmélet szerint ez egy korai Árpád-kori határvédelmi vonal része lehetett. A középkor végén szász, a 17. századtól román lakosságú falu. Közigazgatásilag kétfelé oszlott: keleti része Felső-Fehér vármegyéhez, a nyugati Talmácsszékhez tartozott. Ortodox temploma 1792-ben épült. A Grecu fivérek által az 1820-as években készített belső festéséből a kupolában még láthatók részletek. 1876-ban a teljes falut Szeben vármegyéhez csatolták. 1910-ben megépült a Hortobágy-völgyi keskeny vágányú vasút, és Hortobágyfalvánál egy szárnyvonal ágazott el Vurpód felé. 2002 óta a vasút nem üzemel, bár komoly tervek készültek újraindítására.

## Képek

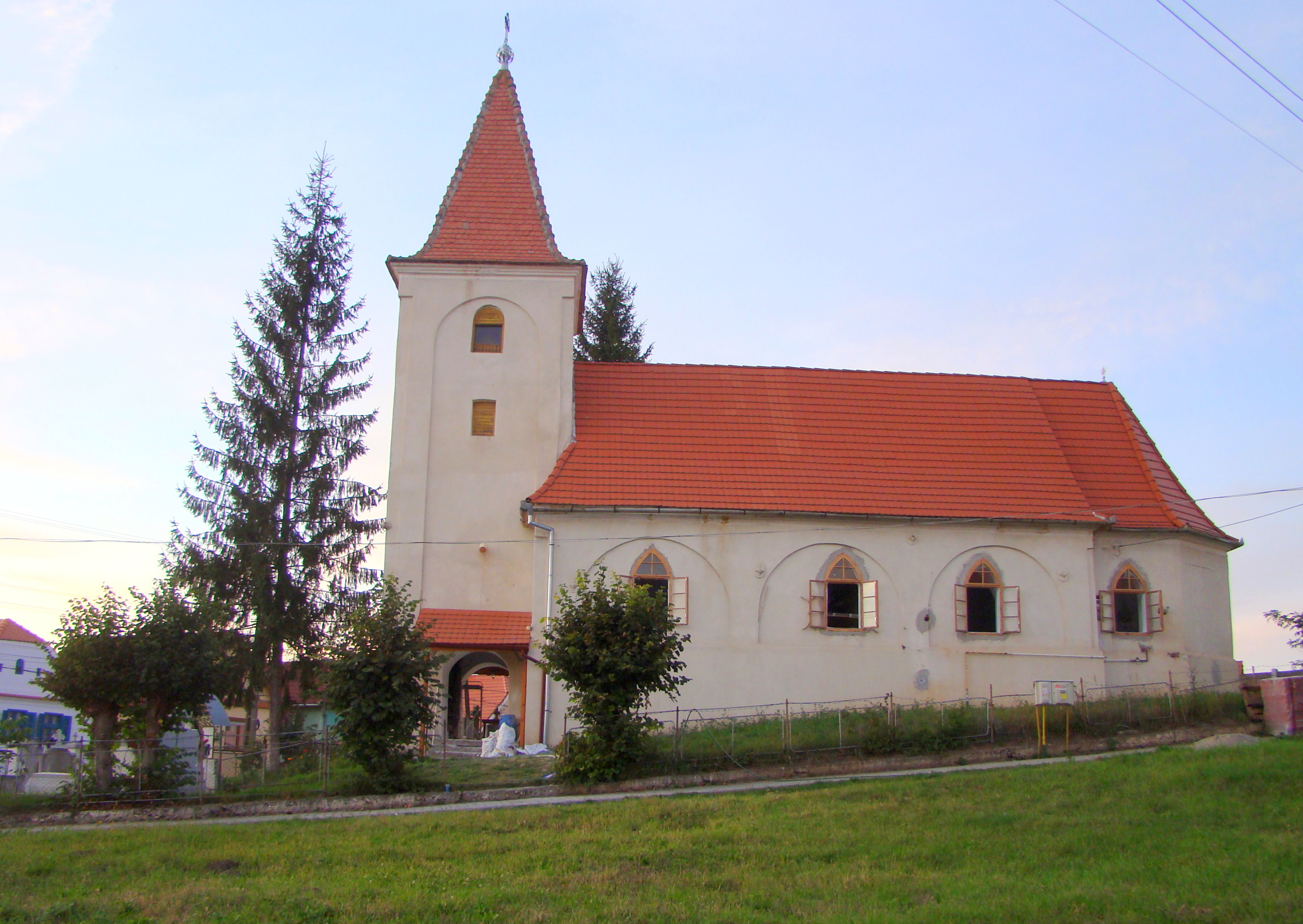
Ortodox templom (1700 k.)